# Wolff Walsrode
Die fast ein Jahrhundert lang als Wolff & Co. firmierende Fabrik in Bomlitz (mit Sitz in Walsrode) war aus einer 1815 gegründeten Pulverfabrik hervorgegangen und einer der ältesten und größten Chemiestandorte Niedersachsens. Die Wolff Walsrode AG war zuletzt eine Holding im Bayer-Konzern. Ihr gehörten Unternehmen der chemischen Industrie, der Verpackungsindustrie und produktionsbezogener Dienstleistungen an.
Aus dem Werk sind mehrere selbständige Unternehmen und Unternehmensteile hervorgegangen, die den heutigen Industriepark Walsrode in Bomlitz prägen. Ein wesentlicher Teil ist seit 2007 unter dem Namen Dow Wolff Cellulosics GmbH eine Geschäftseinheit der Dow Chemical Company. Ein anderer wesentlicher Teil ist in der Wihuri Packaging Group aufgegangen und darin der größte Standort der Wipak Group.

## Lage
Die Fabrikanlagen der früheren Wolff Walsrode AG befinden sich im Wesentlichen in Bomlitz, das im Südwesten der Lüneburger Heide zwischen den Ballungsräumen Hannover, Hamburg und Bremen liegt. Hier erstrecken sich im heutigen Industriepark Walsrode die einstigen Werksteile Altwerk und Kiebitzort über fast zwei Kilometer entlang des Bomlitztales, sowie Fuchsberg und Röpersberg oberhalb der nördlichen Talhänge. Die Siedlungsentwicklung von Bomlitz und des benachbarten Benefeld ist räumlich und historisch eng mit der Entwicklung der Werksanlagen verbunden. Als weiterer Standort kam 1996 die ähnlich früh industrialisierte Stadt Bitterfeld in Sachsen-Anhalt hinzu.

## Pulverfabrik Bomlitz und Wolff & Co. von 1815 bis 1914

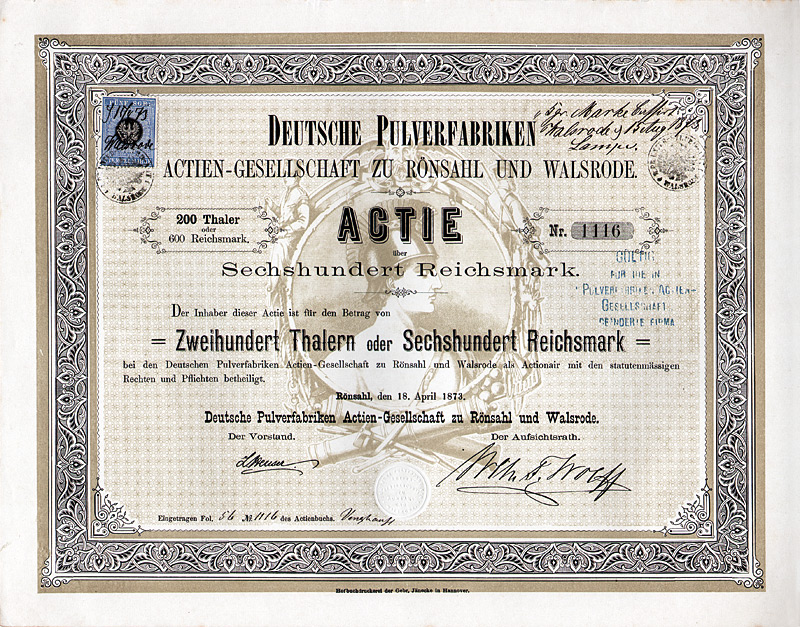
Aktie über 200 Thaler der Deutschen Pulverfabriken AG zu Rönsahl und Walsrode vom 18. April 1873

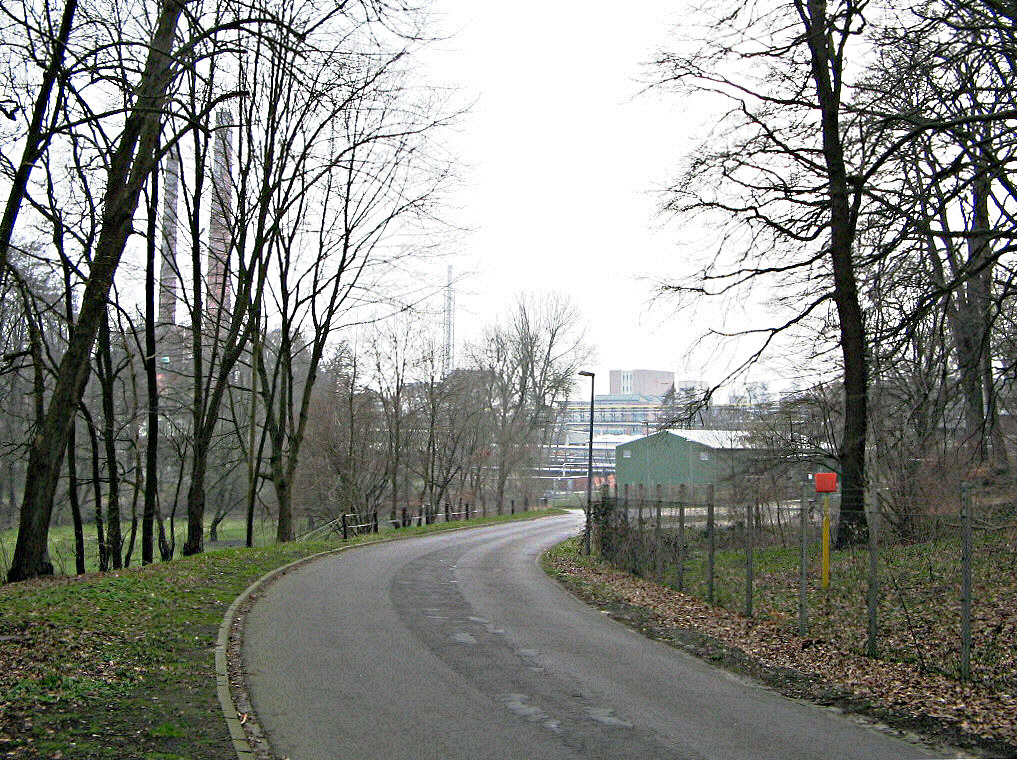
Bomlitztal oberhalb der einstigen Pulvermühle im Altwerk

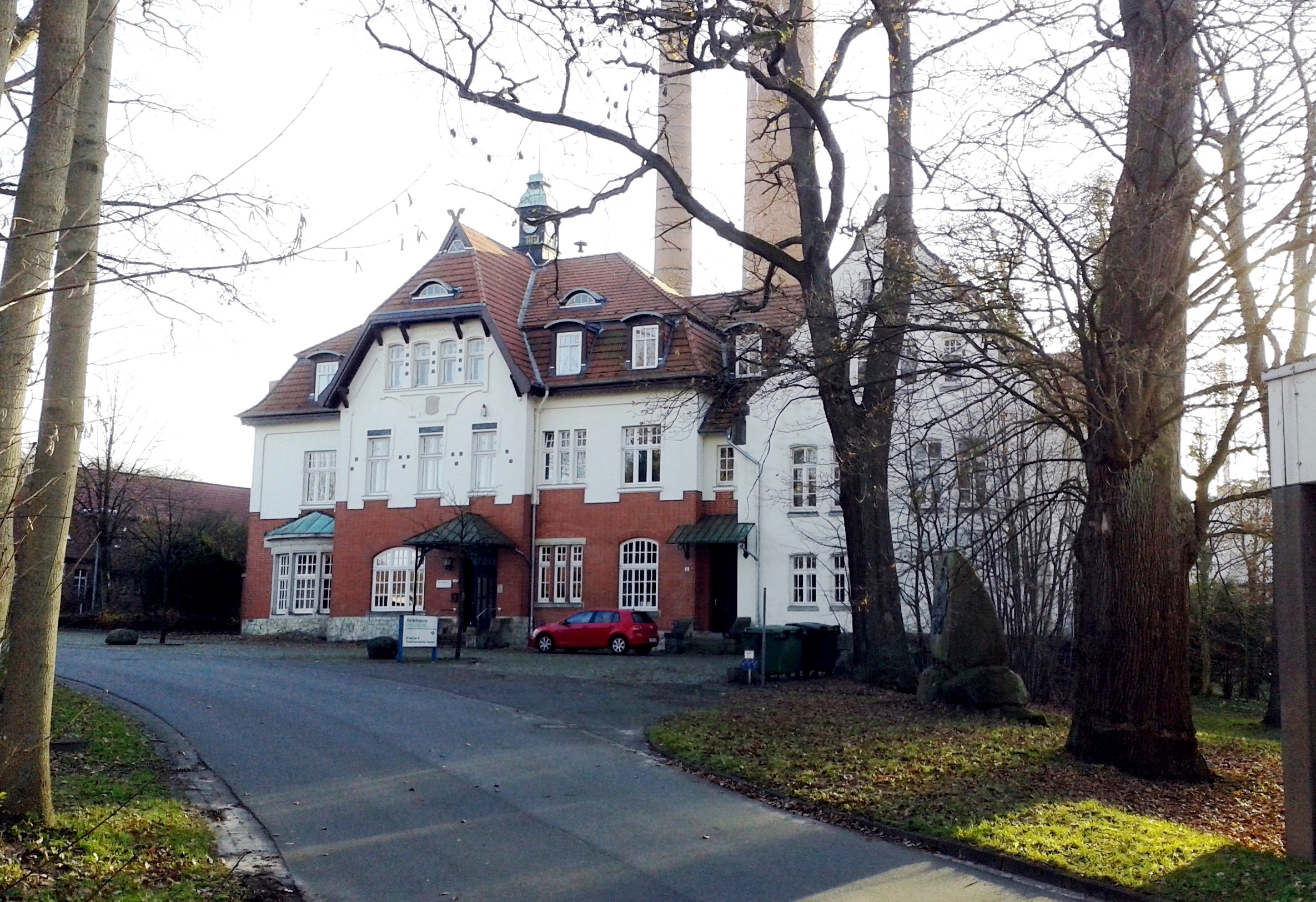
Ehemaliges Gutshaus Bomlitz

Im Jahr 1814 (als Napoleons Herrschaft zu Ende ging und das Königreich Hannover auf dem Wiener Kongress neu entstand) wurde an der Staustufe der einstigen Bommelser Papiermühle (1681 bis 1812) an der damals noch Bommelse genannten Bomlitz die Pulvermühle Leschen, Urlaub & Wolff errichtet und 1815 in Betrieb genommen. Nachdem der Initiator und erste technische Leiter, Georg Leschen, bereits 1819 aufgegeben hatte und der zweite Mitinhaber, Ludolph Urlaub, 1824 ausgeschieden war, leitete August Wolff kaufmännisch die Pulvermühle August Wolff vom 7 Kilometer entfernten Walsrode aus.
Der Betrieb wuchs zunächst sehr langsam, exportierte aber im Jahre 1818, als erst fünf Mühlen und eine Salpetersiederei in Betrieb standen, nach Übersee. Bis 1855 wurden drei große angrenzende Bauernhöfe aufgekauft, was die Anlage von drei weiteren Staustufen ermöglichte und zugleich den mit 430 ha größten landwirtschaftlichen Betrieb des Kreises Fallingbostel entstehen ließ. 1857 ging die Pulverfabrik Bomlitz mit 10 Pulvermühlen an Wilhelm Wolff über. Die spätere rasche Ausweitung auf 21 Betriebsstätten wurde möglich durch die Umstellung auf Dampfkraft ab 1873. Der Antrieb wurde mittels Drahtseilstrecken (bis 1,85 km) auf die Betriebsstätten übertragen. Die Ausweitung zog ab 1875 die Anlage einer ersten Werkbahn (Feldbahn) nach sich, die bis 1945 Bestand hatte.
Ebenfalls 1873 fusionierte Wolff mit der 4 Kilometer entfernten, erst 1865 gegründeten kleinen Pulverfabrik Fallingbostel und der Rönsahler Pulverfabrik in Westfalen zur Deutsche Pulverfabriken Actien-Gesellschaft zu Rönsahl und Walsrode. 1876 schied die Rönsahler Pulverfabrik bereits wieder aus.
Die verbliebenen Werke in der Heidmark firmierten daraufhin für die folgenden 98 Jahre als Kommanditgesellschaft auf Aktien unter dem Namen Wolff & Co. Im Jahre 1878 begann Wolff, Schießwolle herzustellen, was für die spätere Entwicklung des Unternehmens entscheidend wurde.

Als 1886 Oskar Wolff die Werksleitung von seinem verstorbenen Vater übernahm, hatte das Werk 205 Beschäftigte. In einem Kartellvertrag schloss sich 1887 Wolff & Co. mit der Pulverfabrik Cramer & Buchholz in Rönsahl zusammen und 1889 auch mit den beiden anderen bedeutenden Pulverproduzenten des Deutschen Reiches, aus deren Fusion 1890 die Vereinigte Köln-Rottweiler Pulverfabriken AG als dominierendes Kartellmitglied hervorgingen. Diese Kartellbindung brachte zwar Ertragsvorteile, behinderte allerdings Wolff & Co. als kleinstes Mitglied nachhaltig, die eigenen Entwicklungen rauchloser Militärpulver dem Preußischen Kriegsministerium anzudienen. Die dennoch begonnene Produktion rauchlosen Pulvers ab 1888 sicherte das langfristige Weiterbestehen des Unternehmens und führte zur Gründung des heute größten Werksteils in Bomlitz, des Werks Kiebitzort. (1926 gingen die anderen Kartellmitglieder in der I.G. Farbenindustrie AG auf, wogegen Wolff & Co. eigenständig blieb. Immerhin wurden aber ¾ der Kommanditaktien von der I.G. Farben gehalten.) 

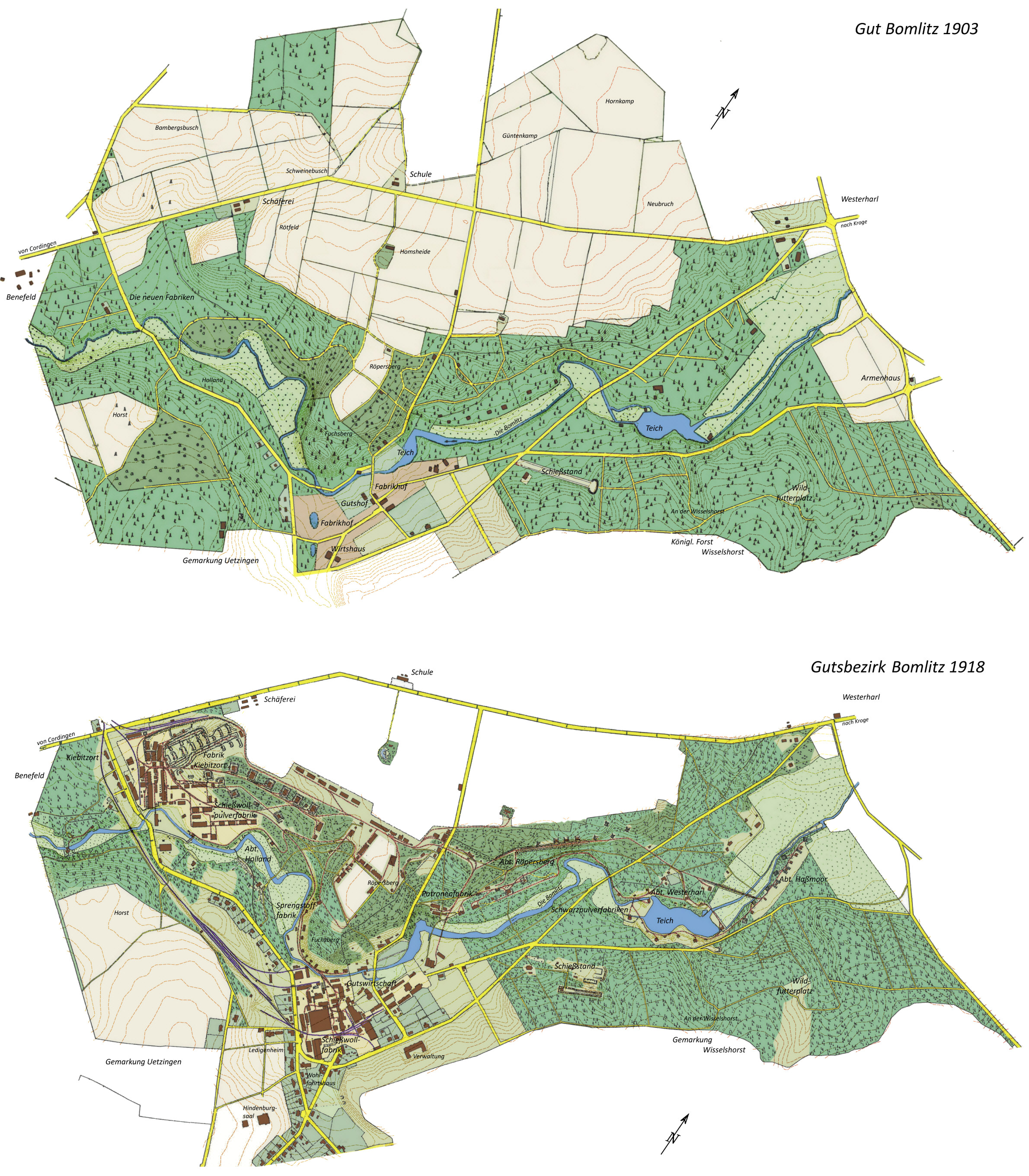
Gutsbezirk Bomlitz mit Werksanlagen Wolff & Co. 1903 und im Ersten Weltkrieg

In den folgenden Jahren wurde die Fabrikation von Nitrozellulose und von Schießwolle ausgebaut und im Jahre 1909 die Produktion von Sicherheitssprengstoffen begonnen, besonders für die Kali-Industrie südlich von Hannover (Bomlit und Kiwit). Mit Errichtung eines Kraftwerkes wurde 1912 die Dampfkraft von elektrischer Energie abgelöst. 1913 begannen für kurze Zeit Versuche zur Herstellung fotografischer Filme.

## Wolff & Co. von 1914 bis 1945

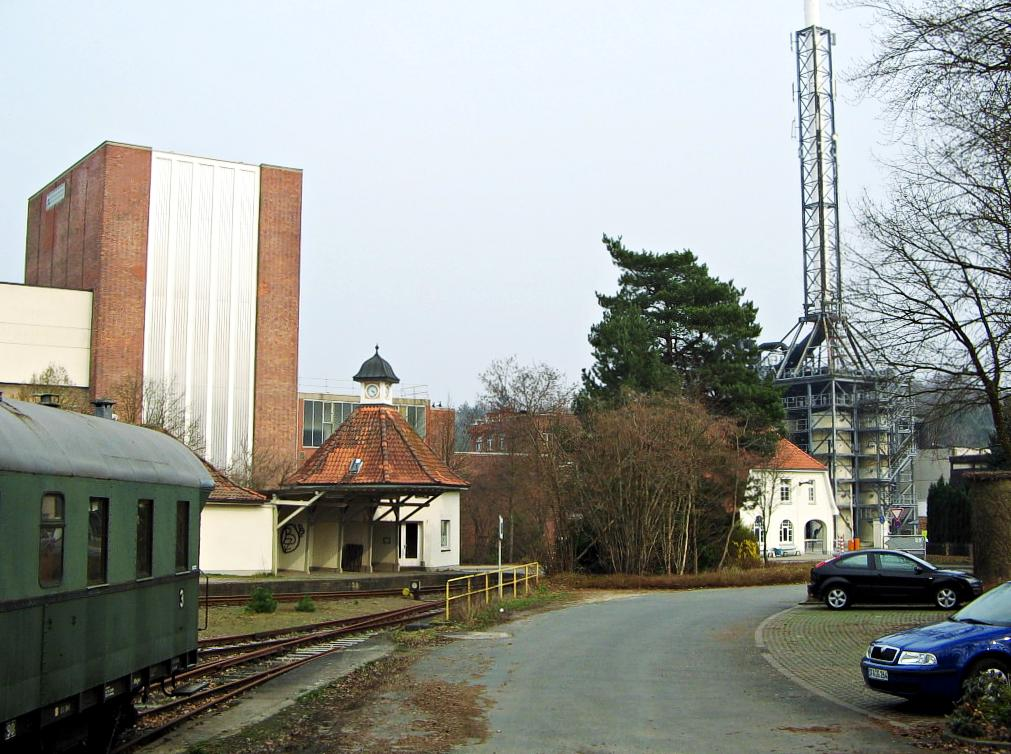
Werkteil Altwerk mit früherer Bahnstation Bomlitz

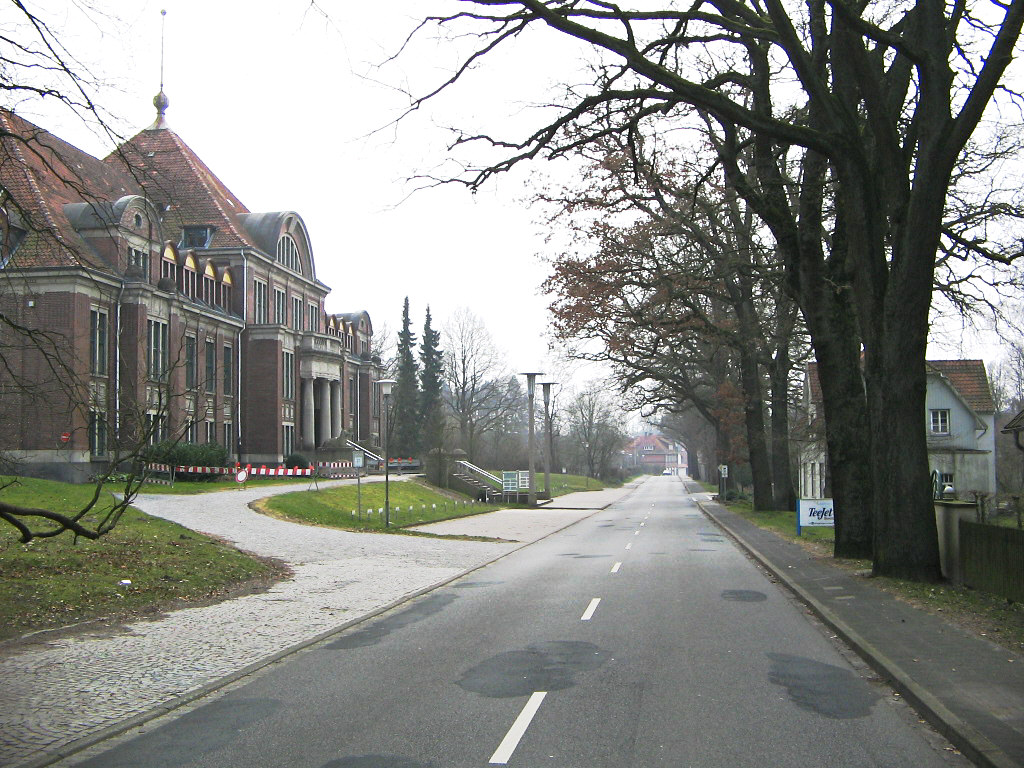
Verwaltungs- und Laborgebäude aus dem Jahr 1919

Während des Ersten Weltkrieges stieg die Beschäftigtenzahl von 568 auf 2800 an, was wesentlich auf Investitionsfördermaßnahmen des Preußischen Kriegsministeriums zurückging. Die Tagesleistung rauchloser Nitrozellulose-Pulver wurde von 2 auf 15 t. gesteigert. Auch die 3,6 Kilometer lange und steigungsintensive Werkbahn Cordingen-Bomlitz wurde errichtet und 1916 fertiggestellt. Als Ersatz für die 1916 von einer Explosion zerstörten Schwarzpulverabteilung Holland wurde im Bomlitztal, oberhalb der Abteilung Röpersberg, die Schwarzpulverfabrik Haßmoor neu aufgebaut. Erst jetzt wurde das Werksgelände eingezäunt.
Nach dem Krieg mussten infolge des Versailler Vertrages die Produktionsanlagen der Kriegszeit demontiert werden, was von 1920 bis 1925 durch die Interalliierte Militär-Kontroll-Kommission überwacht wurde. Zwischenzeitlich konnten durch geschäftsfremde eisenbahntechnische Aufträge sowie die Glaubersalzgewinnung bis zu 240 von den verbliebenen 660 Beschäftigten gehalten werden. 1919 zog die Werksleitung, die bislang in Walsrode ihren Sitz hatte, in ein neues repräsentatives Gebäude nach Bomlitz um. Durch das hier ebenfalls eingerichtete Forschungslabor entwickelte sich nun vor allem die Produktion von Zellglas-Folien (Transparit), Kunstdarm für Lebensmittelverpackungen (Walsroder Darm) in teilweise selbst gebauten Produktionsstraßen. Die Produktion von Kunststoffen wurde bereits 1940 auf behördliche Anordnung als zu wenig kriegswichtig wieder eingestellt. Erst 1925 lief die Herstellung von Schießwolle und Nitrozellulose-Pulver wieder an. Gleichzeitig begann eine Zusammenarbeit mit der Firma Sander in Bremerhaven, mit der die Entwicklung von Raketentreibsätzen betrieben wurde. 1930 waren bei Wolff & Co. 894 Mitarbeiter in rund 400 Gebäuden an rund 2000 Maschinen tätig.
Nach der so genannten Machtergreifung der Nationalsozialisten 1933 stieg die Produktion militärischer Sprengmittel wiederum stark an. Deren Finanzierung trug die dem Reichswehrministerium angeschlossene Stahl- und Maschinengesellschaft m.b.H. (STAMAG). Auf Wunsch des Reichswehrministeriums errichtete Wolff & Co 1935 auf dem Fuchsbergplateau ein größeres Werk für die Produktion von Nitrozellulose (Anlage Waldhof) und verlegte die dortige Schwarzpulver- und Dosenfabrik. Die Hanglage ermöglichte, dass die gefährlichen Flüssigkeiten nicht gepumpt werden mussten. Im gleichen Jahr wurden bei Wolff die vertraglichen Grundlagen für die Errichtung des Unternehmens Eibia fixiert. Auf Betreiben des Oberkommandos des Heeres wurde eine Versuchsanlage zur Weiterentwicklung von Pulversorten und zur Herstellung von Nitroglyzerin in den Jahren 1937 und 1938 an einem Hang des unteren Bomlitztales errichtet, die Anlage Walo I. Diese und weitere ab 1937 erbaute Anlagen wurden ab 1938 von der Tochtergesellschaft Eibia betrieben, die von Günther Wolff geleitet wurde und direkt dem Reichsministerium für Bewaffnung und Munition (Albert Speer) unterstellt war. Die bei Wolff & Co im Zweiten Weltkrieg weiter laufende Schwarzpulverproduktion hatte untergeordnete Bedeutung.
1940 zählte die Firma Wolff & Co. zu den 78 Mitgliedern der Gemeinnützigen Kasse hannoverscher Industrieller.

## Wolff & Co. von 1945 bis 1969

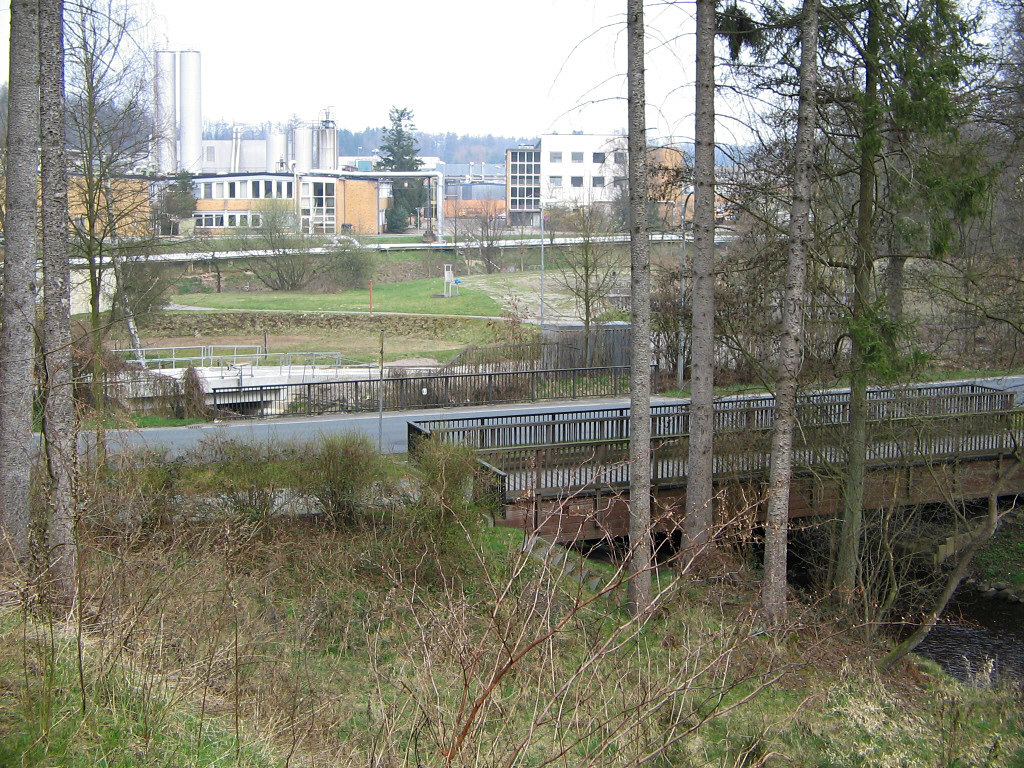
Werkteil Kiebitzort mit Brücken über die Bomlitz

Am 17. April 1945 besetzten britische Truppen das Werk und legten es still. Bereits wenige Wochen später durfte wieder Trinkwasser gefördert und Strom produziert werden, dann durfte auch die Zentralwerkstatt und die NC-Kunstdarmproduktion wieder arbeiten. 1946 wurde durch Bedarf in der amerikanischen Besatzungszone auch der auf der Reparationsliste stehende Kollodiumwolle-Betrieb wieder angefahren. Die nur teilweise Demontage und die Überbrückung der Kohlenkrise durch drei eigene Kleinzechen im Ruhrgebiet ließen die Zahl der Beschäftigten schon 1948 auf über 1000 steigen. 1950 wurde mit dem Beginn der Carboxymethylcellulose-Produktion („CMC“) ein neues Geschäftsfeld eröffnet, die Mitarbeiterzahl verdoppelte sich. 1954 wurde Wolff dann völlig aus der Kontrolle der Alliierten entlassen. 1956 wurde der bis heute das Bomlitzer Ortsbild prägende, 30 Meter hohe Viskose-Turm in Betrieb genommen. 1960 wurde das neue Geschäftsfeld durch eine Methylcellulose-Produktionsanlage („MC“) erweitert, die Mitarbeiterzahl erreichte die 3000'er Grenze. 1965 wurde die Metzeler-Gruppe, Frankfurt, Alleinbesitzer des Aktienkapitals der nunmehrigen Wolff & Co. AG. Ab 1968 wurde neben MC auch Hydroxyethylmethylcellulose („HEMC“) produziert.

## Wolff Walsrode AG von 1969 bis 2007
Im Zuge der jahrelangen schrittweisen Aktienübernahme durch die Bayer AG, die 1974 abgeschlossen war, nannte sich die Firma ab 1969 Wolff Walsrode AG. 1974 wurde nach dreijähriger Bauzeit gemeinsam mit der Gemeinde Bomlitz eine Großkläranlage mit zunächst 190000 Einwohnergleichwerten in Betrieb genommen. 1979 gliederte sich die Firma in die Sparten Chemische Produkte (besonders Produkte der Zellulosechemie, etwa Nitrozellulose als Lackrohstoff) und Folien (veredelte Folien für Lebensmittelverpackungen). 1982–1984 wurden im Werksteil Röpersberg zusätzliche Produktionsbetriebe für CMC und MC in Betrieb genommen.
Wolff nahm 1994 eine neue Produktionsanlage von Methylcellulose in Bitterfeld in Betrieb (heute Dow Wolff Cellulosics GmbH) und kaufte 1998 das Foliengeschäft von Elf Atochem Deutschland. Versuche, biologisch abbaubare Folien für Lebensmittelverpackungen und zur Müllentsorgung verwendbar zu machen, wurden zunächst aufgegeben.
2001 öffnete die Wolff Walsrode AG das bis dahin geschlossene Werksgelände als Industriepark Walsrode für andere Unternehmen und gliederte ihre beiden Geschäftsfelder, inzwischen Cellulosechemie und Films genannt, in rechtlich selbständige Tochtergesellschaften auf. Dabei bildete Wolff Cellulosics (2002: 600 Mitarbeiter, Umsatz: 230 Millionen €) mit seinem Technikum und verschiedenen Produkt- und Verfahrensentwicklungen weltweit das Kompetenzzentrum für Zellulosechemie der Muttergesellschaft Bayer, deren damaliger Unternehmensbereich MaterialScience (heute Covestro) sich damit an ihrem Bomlitzer Standort auf die Herstellung von Zellulosederivaten für Baustoffe, Druckfarben, Lacke, Lebensmittel, Kosmetika und Pharma-Erzeugnisse konzentrierte. Die Foliensparte wurde von Epurex Films (80 Beschäftigte), CaseTech (400 Beschäftigte), Walothen (240 Beschäftigte) und Covexx Films (530 Beschäftigte) weitergeführt. Technik und Standortbetrieb übernahm die Probis GmbH (400 Beschäftigte), Qualifikation und sonstige Personaldienstleistungen die AF Personalpartner GmbH, die letztlich aus der 1924 gegründeten Berufsschule mit Lehrwerkstatt hervorging.
Die zum finnischen Wihuri-Konzern (Verpackungen) gehörende Wipak kaufte 2001 die Covexx (Verbundfolien für Lebensmittelverpackungen und medizinisch-technische Anwendungen) und 2004 auch die Walothen GmbH (Polypropylenfolien), womit in Bomlitz rund 800 Mitarbeiter zu Wipak gehörten (heute etwa 730).
Die CaseTech-Gruppe (Hüllen für Wurstprodukte, Walsroder) gehört seit April 2011 zur Equita GmbH & Co. Holding KGaA aus Bad Homburg. 2009 wurde eine Verlagerung der arbeitsintensiven Produktionskapazitäten an den Firmenstandort in Polen absehbar, sowie in Bomlitz ein Ausbau der Produktentwicklung.
Im Juni 2007 hat die Bayer AG die Wolff Walsrode AG für 540 Millionen € an Dow Deutschland verkauft, um die Erlöse in die Übernahme der Schering AG einfließen zu lassen. Wolff Walsrode wurde als eigenständige Aktiengesellschaft aufgelöst und in Form einer neu gegründeten GmbH in die neue Geschäftseinheit (Business Unit) Dow Wolff Cellulosics eingegliedert.

## Landwirtschaftliche Aktivitäten
Nahezu während des gesamten Bestehens der Firma wurde auf dem firmeneigenen Gut Bomlitz (ab 1883 selbständiger Gutsbezirk) Landwirtschaft betrieben, mitunter mit experimentellem Charakter. Zunächst (Daten von 1855) bestand das Gebiet typischerweise nur zu einem Drittel aus Acker und Rieselwiese, der Rest war Heide mit etwas Wald. Im Laufe der Zeit wurden die Heideflächen ganz aufgeforstet, wobei in wiederholtem Benehmen mit der preußischen Forstverwaltung verschiedene Aufforstungsweisen getestet wurden. Das Waldbild zeigt noch heute eine vielfältige, teils ungewöhnliche Artenzusammensetzung.
Besonders Oskar Wolff engagierte sich für die Entwicklung der Landwirtschaft in Bomlitz und der Region (z. B. 1894: Spargelpflanzung auf fast 25 ha, 1895: Mitbegründung der Molkereigenossenschaft Walsrode, aus der die heutige Vereinigte Heidemolkereien eGmbH Walsrode hervorgingen, Mitbegründung des Dorfes Schneeheide bei Walsrode, Versuche einer biologisch-dynamischen Bewirtschaftung des Gutes.) Die Aktivitäten im damaligen Deutsch-Ostafrika (z. B. Beteiligung an der Kilimandscharo-Straußenzucht-Gesellschaft) wurden zu einer finanziellen Belastung für das Unternehmen.
Von 1951 bis 1977 wurde das Gut Bomlitz von Otto Bittelmann bewirtschaftet.
Nach 1977 bewirtschaftete die Lochow-Petkus GmbH das Gut als Saatgut-Zuchtbetrieb, und seit 1978 wird der 230 ha große Werkswald vom Forstamt Walsrode betreut.

## Infrastrukturelle Bedeutung
Die Firma Wolff als einer der ältesten Kerne der industriellen Entwicklung Niedersachsens und dessen zeitweise größter Standort der chemischen Industrie ist bis heute von großer Bedeutung für die Entwicklung des ländlichen Verdichtungsgebietes an der mittleren Böhme mit den Kernen Bad Fallingbostel, Walsrode und Bomlitz.
Ende 1877 wurde zwischen dem Werk Bomlitz und dem Hauptkontor in Walsrode eine der ersten Fernsprechleitungen im Deutschen Reich verlegt. Noch im Jahr 1884 versuchte man, in Walsrode eine elektrische Straßen- und Hausbeleuchtung zu installieren, im gleichen Jahr wie die Inbetriebnahme der ersten elektrischen Straßenbeleuchtung Deutschlands in Triberg (Im Bomlitzer Werk wurde elektrische Beleuchtung allerdings erst 6 Jahre später installiert). Bis 1885 wurden die Betriebskrankenkasse, die ersten Werkswohnungen und eine Schulgemeinde begründet (zusammen mit dem Nachbardorf Westerharl). Zeitweise hatte das Unternehmen auch Einfluss auf politische Entscheidungen, da Oskar Wolff Mitglied des Hannoverschen Provinzial-Landtages von 1889 bis 1920 war (zeitweise auch Reservemitglied des Preußischen Landtages) und von 1896 bis 1933 Walsroder Bürgervorsteher.
Wolff & Co. unterstützte den Walsroder Antrag zum Bau der Bahnstrecke Hannover–Walsrode–Visselhövede (1885) entscheidend durch Übernahme von Garantien, auf Grund derer auch der Kreistag in Fallingbostel die Vorlage annahm (1889) und die Bahn bis 1890 gebaut wurde.
Die Entwicklung des Kernortes Bomlitz war im 19. Jahrhundert mit der Werksgeschichte noch nahezu identisch. Anfangs waren die meisten Wohnungen werkseigen, ihre Anzahl stieg von 60 im Jahre 1905 (Gutsbereich) auf 168 im Jahre 1945. In den 1920er und 1930er Jahren wurden verschiedene Sozialeinrichtungen errichtet, die bis in die 1980er Jahre das Ortsbild von Bomlitz prägten, so ein Fest- und Speisesaal, ein Fußballplatz, ein Schwimmbad, Tennisplätze, ein Ledigenheim und Gastwirtschaften. Der seit 1874 bestehende Gutsbezirk Bomlitz wurde 1929 zwangsweise in eine eigenständige Gemeinde umgewandelt mit etwa 1600 Einwohnern. Aus den Werkssiedlungen und Arbeiterlagern der Tochtergesellschaft Eibia entstand der spätere Ort Benefeld, der zweite Kernort der 2020 nach Walsrode eingegliederten Gemeinde Bomlitz. Dank der Einnahmen aus der Gewerbekapitalsteuer konnte sich die Gemeinde Bomlitz 1968 zusammen mit Benefeld und weiteren Orten zu einer leistungsfähigen Einheitsgemeinde formieren und bis zum Ende der Wolff Walsrode AG eine Vielzahl kommunaler Einrichtungen aufbauen.

## Außenwirkung
Das Verhältnis der umliegenden Orte zum größten Industriestandort zwischen Hannover, Bremen und Hamburg war eher zwiespältig. So bezeichneten die Bauern der Umgebung das untere Bomlitztal mit den frühen Pulverfabriken als Düvelsgrund, und der Widerstand der Harburger Bevölkerung gegen die Bomlitzer Pulvertransporte durch die Stadt gipfelte 1885 in der Sprengung eines mit Pulver beladenen Elbschiffes. Später wurde die Firma Wolff & Co. der Ausgangspunkt für eines der größten rüstungsindustriellen Projekte während der Zeit des Nationalsozialismus', dessen historische Aufarbeitung an allen Standorten der Tochtergesellschaft Eibia erst mit großer Verzögerung begann. Später wurde der Industriestandort Bomlitz stark mit der Gewässerverschmutzung besonders der Bomlitz und den bis in die 80er Jahre währenden Geruchsbelästigungen assoziiert.
Andererseits steht das Werk für die Entwicklung eines kleinen mittelzentralen Verdichtungsraumes mit städtischer Sozialstruktur in den drei Hauptorten und für eine im jeweiligen Zeitmaßstab erhöhte soziale Sicherheit (Bereits 1894 wurde eine Schulstiftung und ein Fonds zur Unterstützung von in Not geratenen Arbeitern gegründet und 1897 ein Konsumverein für Arbeiter in Bomlitz).